# Mine (canção de Taylor Swift)
"Mine" é uma canção de country pop escrita e gravada pela cantora e compositora estadunidense Taylor Swift, lançada como o primeiro single de seu terceiro álbum de estúdio, Speak Now. Inicialmente, sua estreia havia sido marcada pela Big Machine Records para o dia 16 de agosto de 2010, no entanto, após um vazamento ilegal na internet, foi antecipado para o dia 4 do mesmo mês. Produzida por Nathan Chapman em parceria com a própria Swift, "Mine" trata-se de uma música country com elementos derivados do pop, e foi inspirada em uma paixão adolescente da intérprete. Sua letra fala sobre os altos e baixos de um relacionamento juvenil.
Após sua liberação, a canção foi recebida de forma positiva pela crítica especializada, que elogiou a capacidade da artista em mostrar o amor de uma perspectiva mais madura e notou a semelhança da obra com alguns trabalhos anteriores da cantora, como por exemplo "Love Story". "Mine" também obteve uma boa receptividade no campo comercial, figurando entre as dez músicas mais executadas em países como Estados Unidos, Japão, Canadá e Austrália, e obtendo um disco duplo de platina da Recording Industry Association of America (RIAA) por vendas superiores a 2 milhões de unidades em território estadunidense, além de um disco de ouro na Austrália e um de platina no Canadá, indicando vendas superiores a 35 mil e 80 mil cópias, respectivamente. A canção também foi a responsável pelo recorde dado a Swift de segunda artista na história a ter duas canções no top cinco da Billboard Hot 100 em um mesmo ano, logo depois de Mariah Carey, que conseguiu o mesmo feito em 1995.
O vídeo da canção foi dirigido por Roman White, que já havia trabalhado anteriormente com Swift nos videoclipes de "You Belong with Me" e "Fifteen". Seu lançamento ocorreu através do canal de televisão CMT no dia 27 de agosto de 2010 e foi recebido de forma positiva pela crítica, que descreveu-o como "bastante doce" e "emocionante". A produção conta a história de um casal vivido por Swift e pelo ator britânico Toby Hemingway, mostrando os altos e baixos de seu relacionamento. Ele venceu o prêmio de "Vídeo do Ano" do CMT Music Awards de 2011. "Mine" foi apresentada diversas vezes durante seu período de divulgação como single. Em 2011, Swift incluiu a faixa na setlist de sua segunda turnê mundial, a Speak Now World Tour, que promoveu o álbum Speak Now. Ela também foi apresentada pelo elenco do seriado estadunidense Glee durante o episódio da quarta temporada intitulado "The Break Up", no qual foi cantada pela atriz e cantora Naya Rivera. O grupo Maroon 5 também fez um cover da faixa durante o especial Artists of the Year, exibido pela CMT no ano de 2010.

## Antecedentes e lançamento
Em uma entrevista concedida à revista Rolling Stone, Swift revelou que "Mine" foi inspirada por uma paixão de adolescência da qual ela tinha se lembrado recentemente, dizendo: "Estive lembrando-me de um garoto de que gostei há algum tempo". Em outra entrevista, desta vez para a MTV, Swift afirmou que a canção fala sobre "como isso [o relacionamento] seria se tivesse baixado minha guarda". Durante um bate-papo ao vivo com os fãs exibido através do Ustream, ela explicou o conceito da faixa:
"É uma canção sobre... minha tendência de fugir do amor. É um tipo de tendência recente. Acho que é porque, para mim, todos os relacionamentos amorosos que vivenciei acabaram em adeus, em rompimentos. Acho que desenvolvi esse padrão de fugir sempre que chega o momento de me apaixonar e permanecer em um relacionamento. A canção fala sobre achar uma exceção para isso, achar alguém que te faça acreditar no amor e perceber que ele pode dar certo. Eu nunca, nunca vou deixar de acreditar que o amor pode dar certo. Sempre vou estar esperançosa e cegamente otimista quando se tratar de amor."
"Mine" foi uma das catorze canções de Speak Now escritas inteiramente por Swift. Ela também produziu a faixa, com o auxílio de Nathan Chapman, que esteve presente na produção de todas as músicas de seu álbum. Sua gravação foi feita no Blackbird Studios, em Nashville, Tennessee, com a gravação adicional ocorrendo no Pain In The Art Studio, também em Nashville. Seu lançamento estava inicialmente planejado para ocorrer no dia 16 de agosto de 2010, no entanto, após um vazamento ilegal da faixa em baixa qualidade na internet, a Big Machine Records decidiu enviá-la para as rádios country e ao iTunes doze dias antes do planejado, ou seja, no dia 4 de agosto de 2010. Swift declarou que "o vazamento me tirou da zona de conforto, mas acabou sendo algo bom no final. Ele me deixou tão emocionada que comecei a chorar". Cinco horas após seu lançamento no iTunes, a faixa atingiu a liderança do ranking das mais baixadas da versão estadunidense da loja virtual.

## Composição
"Mine" é uma faixa derivada do country pop com duração de 3 minutos e 51 segundos. Sua letra fala sobre um garoto com quem Swift já se relacionou e que, para ela, "é a melhor coisa que já foi minha". A rádio KILT-FM descreveu-a como "uma canção de andamento rápido inegavelmente pertencente a Taylor", com "um grande refrão" e "bastante cantável". Blake Boldt do The 9513 afirmou que a música possui "um conjunto de ideias unidas por um sensacional refrão power pop que ficará grudado em seu cérebro após a segunda ou terceira ouvida". A canção foi construída em uma frequência comum, com um andamento moderado de 120 batidas por minuto. Ela foi escrita em sol maior e apresenta os vocais de Swift com variações entre as notas sol de três oitavas e ré de cinco. Sua progressão harmônica é variável entre o dó de duas oitavas, o ré e o sol de cinco. Bill Lamb do About.com notou que "Mine" soa "como uma releitura de seus hits anteriores, como 'Love Story'." Seu ponto de vista foi compatível com o de Alan Macpherson do The Guardian, que ao escrever sua resenha para Speak Now notou que a canção "relembra a feliz trajetória do grande hit de Swift, 'Love Story', apesar de descrever o amor como um processo adulto em vez de um sonho adolescente".
Dave Heaton do PopMatters descreveu a faixa como uma "canção de renascimento" com uma narrativa "bastante complexa". Ele resumiu o conteúdo lírico da obra, escrevendo: "[ela] começa no passado, no início de um relacionamento, e então nos revela que tudo se resume a um flashback. Eles [o casal] estão sentados no sofá, recordando. Logo em seguida tudo recomeça, levando-nos [os ouvintes] através da história dos anos de união do casal, porém com mudanças constantes de perspectiva, saltando entre as lembranças de cada um deles". James Dinh da MTV notou que a canção "apresenta uma melodia country/pop edificante com um grande refrão", que fala sobre "as maravilhas de se estar em um relacionamento feliz depois de sobreviver a um duro passado". Priya Elan do The Guardian acredita que "Mine" representa "uma relação inconstante entre um casal normal". Leah Greenblatt do Entertainment Weekly interpretou a mensagem da letra da música como sendo sobre "o surgimento da paixão na adolescência — no caso específico, paixão colegial na adolescência".

## Recepção da crítica
| Críticas profissionais | Críticas profissionais |
| Avaliações da crítica  | Avaliações da crítica  |
| Fonte                  | Avaliação              |
| ---------------------- | ---------------------- |
| About.com              | [ 15 ]                 |
| Billboard              | 87/100                 |
| Country Universe       | C+                     |
| Digital Spy            | [ 23 ]                 |
| Roughstock             | [ 24 ]                 |
| BBC Newsround          | [ 25 ]                 |

"Mine" foi geralmente bem recebida pela crítica musical especializada, tendo sua melodia e composição mais madura elogiadas, apesar de ter recebido algumas críticas a respeito de sua temática lírica, que foi descrita como "muito semelhante" a dos trabalhos anteriores de Swift. Bill Lamb, crítico do About.com, elogiou a letra da canção, chamando-a de "poderosa" e "madura". Contudo, ele notou uma grande semelhança da faixa com os trabalhos anteriores de Swift, afirmando que "tudo soa muito familiar e imutável" e que "todos nós estamos esperando por algo novo quando Speak Now chegar às lojas". Em sua crítica para a Billboard, Deborah Evans Price afirmou que a faixa possui "uma energia vibrante que complementa seu vocal apaixonado", e que ela demonstra o "amadurecimento pessoal e profissional" da cantora, que segundo ela "está deixando de ser uma adolescente ingênua que escreve sobre romances escolares e está passando a explorar as complexidades dos relacionamentos adultos". Dan Milliken, do portal Country Universe, também concordou com o fato de que a faixa se assemelha demais aos trabalhos anteriores da artista, afirmando que não é "uma tentativa ruim de toda maneira; apenas tem um som semelhante demais ao trabalho anterior e não mostra nada de especial por si só". Ele concluiu sua resenha definindo o single como "nem brilhante, nem horrível", e afirmando que ele "segue o padrão pouco imaginativo" da cantora. Nick Levine, da versão irlandesa do portal Digital Spy, deu a "Mine" quatro dentre cinco estrelas possíveis, destacando sua "produção limpa" e "refrão cativante". Ele concluiu afirmando que apesar de a canção ter sido feita através de uma "fórmula", ela "cumpre seu papel convincentemente".
Bobby Peacock do Roughstock deu a canção três estrelas e meia dentre cinco possíveis, e comentou que "mais uma vez" a letra traz "uma história sobre se apaixonar com uma melodia viciante", no entanto também destacando a semelhança da obra com as anteriormente produzidas pela artista e desejando que ela "tentasse fazer algo fora do comum". Ele concluiu definindo-a como "não perfeita", porém afirmando que "para melhor ou pior, [Swift] tem sua própria imagem musical, e 'Mine' se encaixa bem dentro dela". Já Rob Sheffield, da revista Rolling Stone, elogiou o "trabalho artesanal" da artista na letra da canção durante sua resenha para o álbum Speak Now, definindo o trecho "You made a rebel of a careless man's careful daughter" como um "detalhe brilhantemente adicionado". Jim Malec do American Noise também foi positivo em sua avaliação, definindo Swift como a "melhor comunicadora lírica de sua geração". Segundo Malec, as canções escritas pela artista não são ouvidas, mas sim "assistidas e desenvolvidas como um vídeo", coisa que ele afirma acontecer na faixa. "'Mine' é talvez o melhor exemplo disso, já que seus detalhes requintados e tão bem elaborados fazem a gravação de um videoclipe parecer redundante", disse o resenhista. Apesar de todos os elogios, Malec encerra sua resenha afirmando que a música "é boa, porém tão esperada - tão tipicamente Taylor - que parece ultrapassada". O site BBC Newsround definiu o tema como "cativante", afirmando ainda que ela poderá agradar as fãs de Swift mesmo não sendo "sua melhor canção", e acabou por pontuá-la com a média de três entre cinco . Por fim, o portal Plugged In afirmou que na faixa Swift "celebra a paz e as boas lembranças que surgem com um relacionamento do tipo sólido". Apesar de destacar os pontos fortes da obra, o website questionou se os fãs da cantora iriam "digerir" sua letra.

## Vídeo musical

### Precedentes e distribuição
O vídeo gravado para "Mine" foi dirigido por Roman White e co-dirigido pela própria Swift. White já havia trabalhado com a cantora em outros videoclipes, como "You Belong with Me" e "Fifteen". Ele explicou que a representação audiovisual mostra "uma grande viagem no tempo, o que poderia explicar como essas duas crianças malucas [Swift e Hemingway] acabaram tendo suas próprias crianças no final". Ele também afirmou que "a canção possui muitos elementos tristes, mas também muitos felizes", e elogiou Swift por seu envolvimento na produção do clipe. A obra foi filmada em Kennebunkport e em Portland, no estado do Maine, onde as principais locações de filmagem foram a fazenda Ram Island Farm, a cidade de Cape Elizabeth e a igreja Christ Church, na Dane Street, tendo esta última locação servido para as filmagens da cena de casamento.
O vídeo conta a história do relacionamento entre Swift e seu par romântico, que é interpretado pelo ator britânico Toby Hemingway. Ele foi selecionado para o papel logo depois de a cantora ter assistido ao filme Feast of Love, no qual o mesmo interpretou o personagem Oscar. Swift disse ter achado que "seria perfeito colocá-lo no video". Além do ator, ela também convidou suas amigas pessoais Jaclyn Jarrett e Kyra Angle, filhas dos lutadores profissionais Jeff Jarrett e Kurt Angle, para participarem do projeto. Jaclyn foi a responsável pela interpretação de Swift em sua fase pré-adolescente, enquanto Kyra participou da figuração adicional.
No dia 25 de agosto de 2010, uma versão de baixa qualidade da obra vazou de forma ilegal na rede, porém não atrapalhou o lançamento oficial, que ocorreu dois dias depois durante um especial de meia-hora exibido ao vivo pelo canal de televisão estadunidense Country Music Television (CMT), através do qual os bastidores de gravação do material também foram apresentados. O vídeo também foi exibido simultaneamente nos canais MTV e VH1. No dia da exibição, Swift retornou a Kennebunkport, Maine para acompanhar a estreia oficial ao lado dos moradores da cidade, atraindo cerca de 800 pessoas para o evento. Dentre os convidados presentes durante a festa de lançamento estavam o ex-presidente dos Estados Unidos George H. W. Bush e seu neto, George W. Bush, que cumprimentaram a cantora pessoalmente durante o evento.

### Sinopse e recepção

Durante o vídeo musical, Swift aparece caminhando por uma floresta onde há uma espécie de linha do tempo com fotos presas às árvores.

O vídeo começa com Swift entrando em um restaurante. Enquanto se senta, ela vê um casal que está em uma mesa próxima discutindo, o que a faz lembrar de sua infância, quando via seus pais discutindo constantemente. Em seguida, o atendente do restaurante se aproxima da mesa de Swift, a fim de anotar seu pedido, e no mesmo momento eles trocam alguns olhares, o que acaba resultando em um interesse amoroso entre o casal, que é visto nas cenas em que eles caminham pela praia e trocam carícias enquanto estão no sofá. Na cena seguinte, ambos estão carregando caixas para dentro de uma casa, dando a entender que estavam de mudança. Algumas cenas depois, eles estão em casa discutindo e, durante a discussão, Swift vai para o lado de fora. Hemingway vai atrás dela e pede desculpas, enquanto são exibidas as cenas anteriores, numa espécie de flashback. Na cena seguinte, eles estão deixando a igreja, agora já casados, e então são vistos cuidando de seus filhos e tendo momentos divertidos em família. O vídeo termina com a cantora novamente no restaurante, e Hemingway esperando que ela faça seu pedido. As cenas em que Swift está na floresta repetem-se durante todo o vídeo enquanto ela canta os versos da canção, com o cabelo solto e usando um vestido branco.
O videoclipe foi recebido de forma positiva pela crítica especializada. Tanner Stransky do Entertainment Weekly achou o vídeo "bastante doce" e "emocionante", e acabou chegando a conclusão de que a canção "parece ter um final feliz". Tamar Anitai da MTV descreveu o vídeo como "uma história sobre o amadurecimento", onde Swift deve aprender a suportar "muitos acontecimentos da vida adulta e marcos importantes". Em uma perspectiva diferente da apresentada por Anitai, James Montgomery, também da MTV, comparou o vídeo ao da canção "Teenage Dream", da cantora Katy Perry, afirmando que em ambos a história é "essencialmente sobre a mesma coisa: as fantasias da juventude, mulheres completamente modernas", mas que as fantasias são "tão diferentes quanto as mulheres que as possuem". A revista The Improper Bostonian também comparou o vídeo de "Mine" ao de "Teenage Dream" em sua resenha, notando que os dois clipes possuem dois finais completamente contrastantes, escrevendo: "Para Swift, é o casamento, a casa e os bebês. Para Perry, é a independência e a capacidade de decidir sua própria vida".

## Apresentações ao vivo e outras versões

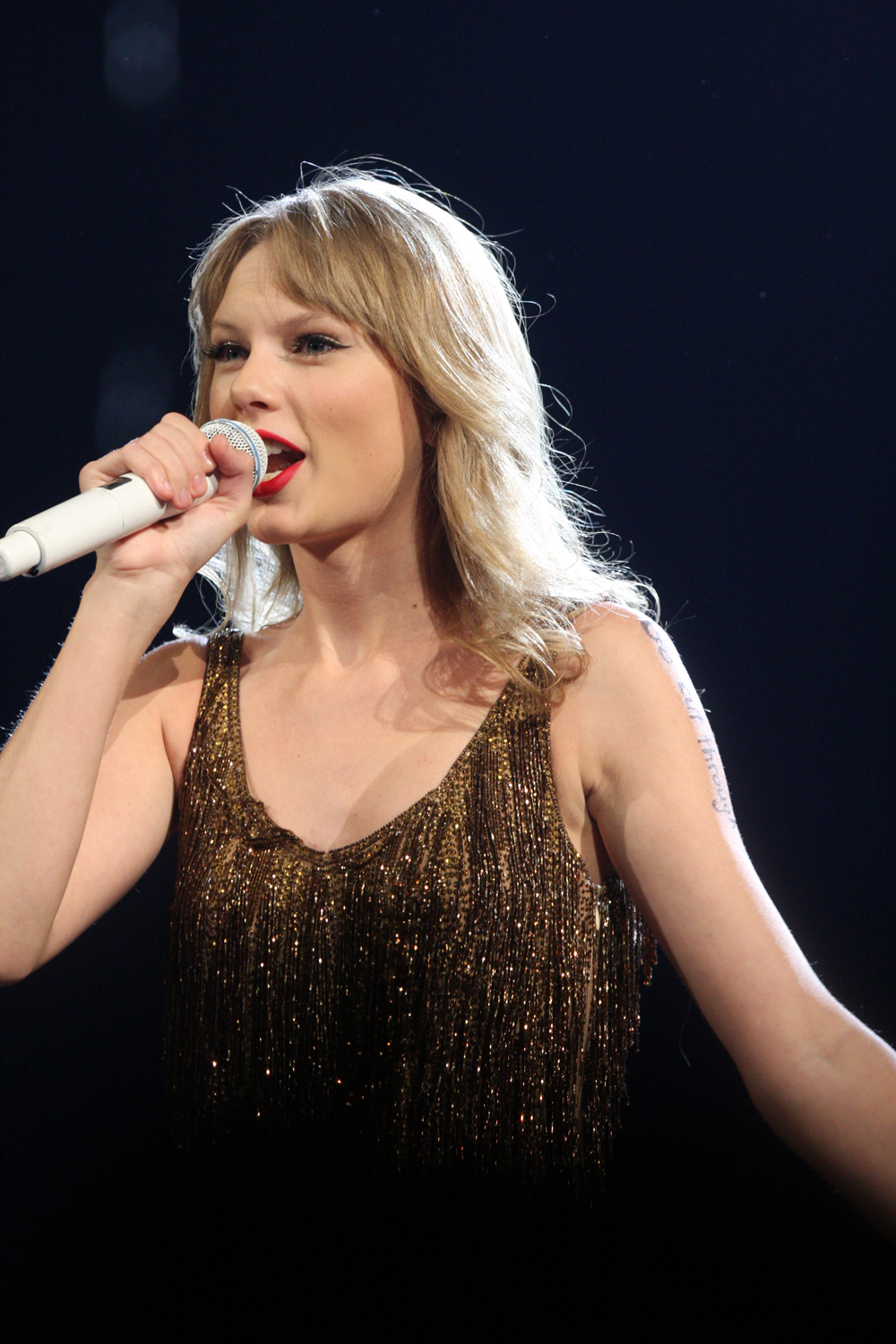
Swift durante uma das apresentações da Speak Now World Tour, turnê mundial na qual "Mine" foi apresentada por diversas vezes.

Em 11 de junho de 2010, Swift cantou "Mine" pela primeira vez durante um show fechado, que foi exibido pela ABC durante o especial de TV CMA Music Festival: Country's Night to Rock, transmitido no dia 1º de setembro do mesmo ano. A canção também foi apresentada durante o espetáculo que antecedeu o jogo de abertura do campeonato de 2010 da National Football League (NFL), liga de futebol americano estadunidense, no qual ela também cantou "You Belong with Me". No dia 5 de outubro do mesmo ano, a canção foi tocada durante a quarta edição do The X Factor Italia, enquanto que nos dias 9 e 21 de outubro foi apresentada no formato acústico, desta vez durante a celebração dos 85 anos do programa televisivo Grand Ole Opry e durante um concerto realizado para a BBC Radio 2, respectivamente.
"Mine" foi apresentada em diversas outras ocasiões durante seu período de divulgação. No dia 24 de outubro de 2010, Swift fez uma participação especial no programa televisivo The Paul O'Grady Show, onde a canção foi cantada mais uma vez. No dia seguinte, as redes de comunicação CMT.com, MTV.com, VH1.com e afiliadas da MTV na Europa, Ásia, Austrália e América Latina transmitiram ao vivo e simultaneamente o especial Speak Now: Taylor Swift Live From New York City, durante o qual "Mine" foi novamente apresentada. No dia 26, a cantora realizou um concerto ao vivo no Terminal T5 da JetBlue Airways, dentro do Aeroporto Internacional John F. Kennedy, cuja transmissão foi realizada pelo programa televisivo Today, e durante o qual ela cantou "Mine" outra vez. No mesmo dia, Swift fez uma participação no The David Letterman Show, durante a qual apresentou-se e tocou a canção. No dia 27 de outubro de 2010, ela apresentou a canção no talk show matinal Live With Regis and Kelly. Em 2 de novembro do mesmo ano, Swift apresentou "Mine" e "White Horse" durante o 200º episódio de Dancing with the Stars. A cantora também foi convidada para uma performance na primeira edição do BBC Radio 1's Teen Awards, realizada em Londres, onde ela apresentou-se com "Mine", "Love Story" e "Speak Now". No dia 19 de novembro, ela se apresentou com a canção no programa televisivo japonês Music Station. Em 2011, "Mine" entrou na setlist da segunda turnê mundial de Swift, a Speak Now World Tour, como a segunda faixa apresentada durante os concertos.
Em 14 de setembro de 2010, o grupo musical Karmin disponibilizou sua releitura da canção para download digital através da loja virtual Amazon. Meses depois, no dia 3 de dezembro de 2010, foi ao ar através da CMT o especial Artists of the Year, no qual o grupo estadunidense Maroon 5 apresentou mais uma versão cover para o tema. Por fim, em 4 de outubro de 2012, foi ao ar o episódio "The Break Up", da quarta temporada do seriado norte-americano Glee, no qual a cantora e atriz Naya Rivera, intérprete da personagem Santana Lopez, interpretou sua versão pessoal da obra.

## Faixas e formatos
"Mine" foi inicialmente disponibilizada para download digital através da iTunes Store no dia 4 de agosto de 2010, em uma edição que ficou conhecida como US Version, por ser derivada da música country e direcionada ao mercado norte-americano. Uma outra versão, derivada da música pop e conhecida como Pop Mix, foi colocada à venda nos demais países ao redor do mundo. Outras duas edições foram disponibilizadas para download, sendo elas a edição dupla, que incluía as versões country e pop da música, e a versão na qual estava incluso o videoclipe de Mine. Em alguns países, a Big Machine Records e a Universal Music Group disponibilizaram para o CD single da canção, que incluía as versões country e pop da mesma compiladas em um disco compacto.
| Download digital dos Estados Unidos |                     |         |  |
| N.º                                 | Título              | Duração |  |
| 1.                                  | "Mine" (US Version) | 3:51    |  |

| Download digital internacional |                  |         |  |
| N.º                            | Título           | Duração |  |
| 1.                             | "Mine" (Pop Mix) | 3:49    |  |

| Download digital duplo |                     |         |  |
| N.º                    | Título              | Duração |  |
| 1.                     | "Mine" (Pop Mix)    | 3:49    |  |
| 2.                     | "Mine" (US Version) | 3:51    |  |

| Download digital com vídeo musical |                     |         |  |
| N.º                                | Título              | Duração |  |
| 1.                                 | "Mine" (Pop Mix)    | 3:49    |  |
| 2.                                 | "Mine" (Videoclipe) | 3:55    |  |

| CD single duplo |                     |         |  |
| N.º             | Título              | Duração |  |
| 1.              | "Mine" (Pop Mix)    | 3:51    |  |
| 2.              | "Mine" (US Version) | 3:51    |  |

## Desempenho comercial

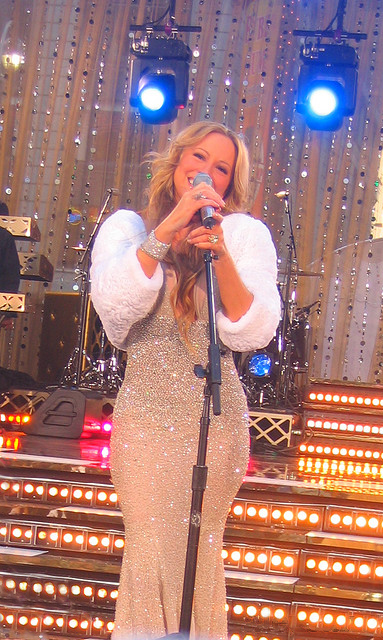
"Mine" tornou Swift a segunda artista da história a ter duas ou mais canções estreando no top 5 da Billboard Hot 100 em um mesmo ano, logo depois de Mariah Carey (foto) ter realizado o mesmo feito em 1995.

Dois dias após seu lançamento, a Nielsen Soundscan previu que "Mine" deveria vender cerca de 350 mil unidades digitais nos Estados Unidos durante sua primeira semana de distribuição, o que lhe garantiria uma possível entrada no top três da Billboard Hot 100. Na lista divulgada pela Billboard no dia 12 de agosto de 2010, "Mine" fez sua estreia na 3ª posição do Hot 100, com vendas iniciais de 297 mil downloads digitais pagos. A estreia dentro do top cinco da lista fez de Swift a segunda artista da história a ter duas músicas que estrearam entre as cinco primeiras posições em um mesmo ano, seguindo Mariah Carey, que registrou o mesmo recorde em 1995. As vendagens do single em seus sete primeiros dias registraram a oitava maior semana de vendas da história para um single até o fim de 2010, e quarta melhor semana de vendas do ano.
A canção também fez sua estreia na Hot Country Songs na mesma semana, ocupando o 26º lugar da lista e tendo como posição de pico o 2º lugar, sendo impedida de assumir a liderança por "Come Back Song", do cantor estadunidense Darius Rucker. "Mine" também atingiu a primeira posição da Adult Contemporary, a sétima posição da Adult Pop Songs e a décima-segunda posição da Pop Songs. Na lista de fim de ano da Billboard Hot 100, atingiu a 46ª posição dentre as cem canções mais executadas. Em 29 de novembro de 2011, foi certificada com um disco duplo de platina pela Recording Industry Association of America (RIAA), indicando vendas superiores a 2 milhões de unidades em território estadunidense. Até agosto de 2012, havia vendido 2 milhões e 300 mil cópias nos Estados Unidos, tornando-se a quinta canção de Swift mais vendida no país até então.
"Mine" obteve sucesso moderado fora de seu país de origem. Na Coreia do Sul, atingiu as 99ª e 3ª posições dos rankings geral e internacional de singles da Gaon, enquanto que no Japão chegou até o 6º lugar dentre as obras mais executadas. No Canadá, atingiu a 7ª posição da Canadian Hot 100 e vendeu cerca de 80 mil cópias, sendo certificada com um disco de platina pela Music Canada (MC). Na Austrália, fez sua estreia na 9ª posição da ARIA Singles Chart, sendo esta sua posição de pico na tabela. Vendeu cerca de 35 mil unidades digitais no país, sendo certificada com um disco de ouro pela Australian Recording Industry Association (ARIA). Na Hungria, foi a 13ª canção mais executada nas rádios. Na Nova Zelândia, estreou na posição de número 30 da parada da Recording Industry Association of New Zealand (RIANZ) e na semana seguinte subiu até o 16º lugar, que foi sua posição máxima no país. Na Espanha, teve como pico a 19ª colocação do ranking de airplay registrado pela Productores de Música de España (Promusicae). No Reino Unido e na região da Escócia atingiu a 30ª e a 24ª colocações, respectivamente. Na Irlanda, atingiu a 38ª colocação da lista da Irish Recorded Music Association (IRMA). Na Valônia, região francesa da Bélgica, atingiu a 35ª colocação da parada airplay, e a 48ª posição do ranking da Ultratop da região neerlandesa, conhecida como Flandres. Na Suíça, teve como posição máxima o 46º lugar, enquanto que na Suécia sua melhor colocação foi o 48º lugar. Na Alemanha, chegou ao 57º lugar da parada da Media Control, ao passo que na Eslováquia atingiu a 76ª posição da parada da IFPI.
| País – Parada musical (2010)                     | Melhor posição |
| ------------------------------------------------ | -------------- |
| Alemanha – Media Control Charts                  | 57             |
| Austrália – ARIA Singles Chart                   | 9              |
| Bélgica – Ultratop 50 (Flandres)                 | 48             |
| Bélgica – Ultratip 40 (Valônia)                  | 35             |
| Canadá – Canadian Hot 100                        | 7              |
| Coreia do Sul – Gaon Singles Chart               | 99             |
| Coreia do Sul – Gaon International Singles Chart | 3              |
| Escócia – Scottish Singles Chart                 | 24             |
| Espanha – Promusicae Airplay Chart               | 19             |
| Eslováquia – IFPI Slovenská Republika            | 76             |
| Estados Unidos – Billboard Hot 100               | 3              |
| Estados Unidos – Billboard Country Songs         | 2              |
| Estados Unidos – Billboard Pop Songs             | 12             |
| Estados Unidos – Billboard Adult Pop Songs       | 7              |
| Estados Unidos – Billboard Adult Contemporary    | 1              |
| Hungria – MAHASZ Rádiós Top 40                   | 13             |
| Irlanda – IRMA Singles Chart                     | 38             |
| Japão – Japan Hot 100                            | 6              |
| Japão – Japan Hot 100 Airplay                    | 12             |
| Japão – Japan Adult Contemporary Airplay         | 4              |
| Nova Zelândia – RIANZ Singles Chart              | 16             |
| Reino Unido – UK Singles Chart                   | 30             |
| Suécia – Sverigetopplistan                       | 48             |
| Suíça – Schweizer Hitparade                      | 46             |

| Austrália (ARIA)                                                     | 2× Platina | + 140.000^ |
| Canadá (Music Canada)                                                | Platina    | + 80.000^  |
| Estados Unidos (RIAA)                                                | 2× Platina | 2.300.000  |
| Nova Zelândia (RIANZ)                                                | Ouro       | + 7.500^   |
| ^ Número de vendas definido com base apenas no nível de certificação |            |            |

| País – Parada musical (2010)                  | Melhor posição |
| --------------------------------------------- | -------------- |
| Austrália – ARIA Singles Chart                | 86             |
| Canadá – Canadian Hot 100                     | 51             |
| Estados Unidos – Billboard Hot 100            | 46             |
| Estados Unidos – Billboard Country Songs      | 38             |
| Estados Unidos – Billboard Adult Pop Songs    | 38             |
| Estados Unidos – Billboard Adult Contemporary | 23             |
| Hungria – MAHASZ Rádiós Top 40                | 69             |
| Japão – Japan Hot 100                         | 39             |
| Japão – Japan Hot 100 Airplay                 | 13             |
| Japão – Japan Adult Contemporary Airplay      | 14             |
| País – Parada musical (2011)                  | Melhor posição |
| Estados Unidos – Billboard Adult Contemporary | 7              |

## Créditos
Lista-se abaixo os profissionais envolvidos na elaboração de Mine, de acordo com o encarte do CD single.
| - Vocais - Taylor Swift - Vocais de apoio - Taylor Swift, Nathan Chapman - Gravação - Steve Marcantonio - Guitarra - Nathan Chapman, Tom Bukovac - Violão - Nathan Chapman - Baixo - Amos Heller - Bateria - Shannon Forrest - Percussão - Eric Darken - Órgão Hammond B3 - Tim Lauer - Instrumentação adicional - Dean Gillard, Matt Ward, Mark Crew - Programação - Nathan Chapman | - Masterização - Hank Williams - Produção - Nathan Chapman, Taylor Swift - Produção adicional - Dean Gillard, Matt Ward - Assistência e gravação adicional - Mike Rooney, Lowell Reynolds, Jeremy Hunter - Engenharia - John Netti - Assistência de engenharia - Nathan Chapman, Jed Hackett - Mixagem - Justin Niebank, Dean Gillard, Matt Ward - Assistência de mixagem - Drew Bollman, Steve Blackmon - Engenharia de mixagem - Mark Crew - Assistência de engenharia de mixagem - Nathan Yarborough |

## Histórico de lançamento
Mine teve seu lançamento inicialmente planejado para ocorrer no 16 de agosto de 2010, porém, devido a um vazamento ilegal da faixa na internet, acabou tendo o lançamento antecipado para o dia 4 do mesmo mês. A faixa foi distribuida através das rádios no formato de airplay e através de download digital em todos os países. Em alguns locais, foram distribuidas cópias do CD single da obra, que contém a versão original e a versão pop compiladas em um disco compacto. Em algumas regiões, houve diferentes datas de lançamento, como está descrito na tabela abaixo.
| País           | Data                  | Gravadora       | Formato                          |
| -------------- | --------------------- | --------------- | -------------------------------- |
| Estados Unidos | 4 de agosto de 2010   | Big Machine     | Download digital, rádios country |
| Austrália      | 6 de agosto de 2010   | Universal Music | Download digital                 |
| Noruega        | 6 de agosto de 2010   | Universal Music | Download digital                 |
| Austrália[A]   | 16 de agosto de 2010  | Universal Music | Download digital                 |
| Estados Unidos | 24 de agosto de 2010  | Big Machine     | Rádios mainstream e rhythmic     |
| Croácia        | 8 de outubro de 2010  | Universal Music | Download digital                 |
| Reino Unido    | 18 de outubro de 2010 | Universal Music | CD single, download digital      |
| Alemanha       | 22 de outubro de 2010 | Universal Music |                                  |

Nota
A  Versão EUA, no estilo country